# Kids in America (canción)
«Kids in America» es el primer sencillo que lanzó al mercado la cantante británica Kim Wilde. Publicado el 26 de enero de 1981, se grabó el año anterior, siendo la cara A en el lanzamiento de su primer disco de estudio, Kim Wilde. Algo más de un año después de su estreno debutaría en las cadenas de radio estadounidenses, en la primavera de 1982.
Inspirada en gran medida en el estilo synth-pop de Orchestral Manoeuvres in the Dark (OMD) y Gary Numan, la canción alcanzó el número dos en la lista de singles del Reino Unido durante dos semanas y el número uno en Finlandia y Sudáfrica, y se situó en el top 10 de muchas listas europeas, así como en Australia y Nueva Zelanda. 
En Norteamérica, la canción llegó a los 40 primeros puestos en Canadá y Estados Unidos. Fue certificada como disco de oro en el Reino Unido, Sudáfrica, Australia y Suecia; y ha vendido más de tres millones de copias en todo el mundo. La canción ha sido versionada por muchos artistas de diferentes géneros.

## Composición

### Versión original de 1980
El jefe de Rak Records, Mickie Most, escuchó a Wilde cantando en una pista de acompañamiento de otra canción grabada por su hermano Ricky Wilde, un joven aspirante a compositor y productor que había tenido cierta fama como cantante infantil al estilo de Donny Osmond a principios de la década de 1970.
A la mayoría le gustó la voz y el aspecto de Kim y expresó su interés por trabajar con ella. Ansioso por aprovechar la oportunidad, Ricky se fue a casa y escribió Kids in America ese mismo día con su padre Marty. Marty Wilde, también ex cantante, había sido ídolo de adolescentes y actor en el Reino Unido a finales de los años 50 y principios de los 60.
Compusieron la canción utilizando un sintetizador WASP propiedad de Ricky. Él ha dicho que la línea principal de sintetizador está influenciada por la de Messages' de OMD. Kim ha declarado que su hermano le "robó" la línea. La línea de bajo de sintetizador de corcheas, que forma la introducción, está inspirada en Gary Numan (al igual que la melodía vocal de las primeras líneas).
Entraron en el estudio con todo excepto la letra del estribillo, que Marty Wilde, responsable de escribir la letra de la canción, propuso en el último momento. La línea "Whoah-oh!", que se canta después de la letra del título de la canción, iba a ser originalmente un latido de guitarra o un golpe de metal, pero sonaba mucho mejor cantada por los coros masculinos, según Marty.
Tras escuchar el tema por primera vez, Most declaró que sería un éxito rotundo, pero que necesitaba una remezcla, que hizo junto con Marty en los estudios RAK. La canción quedó aparcada durante un año, antes de ser lanzada como el primer sencillo de Kim Wilde en enero de 1981.

### Versión de 1994
Una segunda versión de la canción se publicó en mayo de 1994 para ayudar a promocionar el álbum recopilatorio de Wilde, The Remix Collection. Aunque estaba previsto que se lanzara en el Reino Unido, por razones desconocidas estos planes se cancelaron en el último momento. Sin embargo, el tema se lanzó en otros países en varias formas remezcladas utilizando las voces originales de Wilde de 1981. La "versión radiofónica" del tema fue remezclada por Cappella, con James Stevenson a la guitarra.

### Versión de 2006
Entre otros de sus éxitos clásicos, Wilde grabó una nueva versión de la canción para su álbum de regreso de 2006 Never Say Never, con la participación de la cantante inglesa Charlotte Hatherley. Esta versión, al igual que el resto del álbum, fue producida por el productor alemán Uwe Fahrenkrog-Petersen, con quien ya había trabajado en 2002 para el álbum del vigésimo aniversario de la cantante alemana Nena, Nena feat. Nena, en el tema Anyplace, Anywhere, Anytime, una nueva versión de su éxito de 1984. Wilde aportó versos en inglés a la canción, que fue ligeramente remezclada y lanzada como single en 2003.

## Recepción de la crítica
"Kids in America" supuso el inicio de la carrera de Wilde. Se vendió tan bien en su primera semana que se sospechó que se trataba de un juego sucio y no se incluyó en la lista de éxitos de esa semana. En sus primeras ocho semanas de lanzamiento, el sencillo vendió más de medio millón de copias sólo en el Reino Unido. La canción alcanzó el número dos en el Reino Unido en 1981 y se convirtió en el 23º single más vendido de ese año. Al año siguiente, en 1982, alcanzó el número 25 en el Billboard Hot 100 de Estados Unidos durante más de un mes y se situó en el puesto 91 de las canciones más exitosas de 1982 en la lista Hot 100 de fin de año. Aunque sólo alcanzó el número 25, tuvo una gran difusión en las emisoras de radio y en la MTV. En el resto del mundo, el disco alcanzó el primer puesto en las listas de Finlandia y Sudáfrica. En Europa y Australia, la canción también fue un gran éxito en el top 10. Después de "Kids in America", el padre y el hermano de Wilde siguieron escribiendo canciones para ella (este último también se encargó de la producción). En los últimos años, escribió principalmente con su hermano.

## Posición en listas
| Listas (1981-1983)                      | Posición más alta |
| --------------------------------------- | ----------------- |
| Australia (Kent Music Report)           | 5                 |
| Austria (Ö3 Austria Top 40)             | 12                |
| Bélgica (Ultratop)                      | 4                 |
| Canadá (RPM)                            | 34                |
| Estados Unidos (Billboard Hot 100)      | 25                |
| Estados Unidos (Cashbox)                | 20                |
| Estados Unidos (Mainstream Rock Tracks) | 29                |
| Finlandia (Suomen virallinen lista)     | 1                 |
| Irlanda (Irish Singles Chart)           | 2                 |
| Noruega (VG-lista)                      | 9                 |
| Nueva Zelanda (Recorded Music NZ)       | 5                 |
| Países Bajos (Single Top 100)           | 8                 |
| Reino Unido (UK Singles Chart)          | 2                 |
| RFA (Official German Charts)            | 5                 |
| Suecia (Sverigetopplistan)              | 2                 |
| Sudáfrica (Springbok Radio)             | 1                 |
| Suiza (Schweizer Hitparade)             | 5                 |